# Какарікі малий
Какарікі малий (Cyanoramphus malherbi) — вид папугоподібних птахів родини Psittaculidae. Ендемік Нової Зеландії.

## Назва
Вид названо на честь французького орнітолога Альфреда Малерба (1804—1865).

## Поширення
Раніше цей вид зустрічався по всій Новій Зеландії, а тепер відомий лише з трьох букових (Nothofagus spp.) лісових долин на Південному острові: долин Ходон і Поултер у національному парку Артурс-Пасс і південної гілки долини Хурунуї в лісопарку Лейк-Самнер. Вони частково поширені в цих долинах; відсутній у багатьох частинах, але в деяких місцях може бути досить поширеним. У 1999—2000 рр. популяція скоротилася з 500—700 птахів до приблизно 100—200 особин.
Переселення на дрібні острови почалося в 2005 році. Випущено 68 птахів на Мод і 61 птах на острів Блюмін у протоці Мальборо, 46 особин на острів Чолкі у Фіордленді та 95 птахів на острів Майор у затоці Пленті. Усі ці випуски спочатку здавалися дуже успішними з позитивними ознаками розмноження та створення популяції, однак зростання популяції зараз уповільнилося на всіх островах, і стійкість цих популяцій, здається, все ще слабка. Випуск птахів, вирощених у неволі, до південної гілки Хурунуї для збільшення популяції у 2015 та 2016 роках, здається, був успішним: у 2016 році випущені птахи успішно створили пари та розмістили 9-10 гнізд. Загалом популяція стабілізується на низьких рівнях, і цілком імовірно, що популяції материка залишаються на надзвичайно низькому рівні — приблизно 100 птахів.